# Homomorfismo evaluación
Sean dos anillos {\displaystyle (R,+,\cdot )} y {\displaystyle (S,+,\cdot )} de forma que {\displaystyle R} es subanillo de {\displaystyle S}.
Sea {\displaystyle \alpha \in L}.
Construimos la aplicación {\displaystyle \beta :R[x]\longrightarrow S} que a cada polinomio {\displaystyle p(x)\in R[x]} le hace corresponder su evaluación en {\displaystyle \alpha },  i.e., {\displaystyle \beta (p)=p(\alpha )}. Esta aplicación es un isomorfismo de anillos (que se denomina homomorfismo evaluación):
- {\displaystyle \beta (p+q)=(p+q)(\alpha )=p(\alpha )+q(\alpha )=\beta (p)+\beta (q)};
- {\displaystyle \beta (p\cdot q)=(p\cdot q)(\alpha )=p(\alpha )\cdot q(\alpha )=\beta (p)\cdot \beta (q)};

cualesquiera que sean {\displaystyle p,q\in R[x]}.
Además, si R y S fuesen anillos y unitarios entonces:
- {\displaystyle \beta (1)=1},

con lo que {\displaystyle \beta } sería un homomorfismo de anillos unitarios.
- Datos: Q5901419